# Liste der Monuments historiques in Steinbrunn-le-Bas
Die Liste der Monuments historiques in Steinbrunn-le-Bas führt die Monuments historiques in der französischen Gemeinde Steinbrunn-le-Bas auf.

## Liste der Bauwerke
| Bezeichnung | Beschreibung                                                              | Standort                     | Kennzeichnung | Schutzstatus | Datum | Bild |
| ----------- | ------------------------------------------------------------------------- | ---------------------------- | ------------- | ------------ | ----- | ---- |
| Herrenhaus  | im Kern möglicherweise aus dem 15. Jahrhundert, 1695 umfangreich umgebaut | 18, 20 rue du Château (Lage) | PA00085693    | Inscrit      | 1984  |      |